# Chaloem Rattanakosin nationalpark
Chaloem Rattanakosin nationalpark ligger i Thailands västra del och är med en yta av 59 km² den minsta nationalparken i provinsen Kanchanaburi.
Parken som genomflyttas av floden Mae Klong kännetecknas av kalkstensklippor med flera grottor och av flera vattenfall. Toppen av det högsta berget ligger 1260 meter över havet. Vädret är fuktigt med en genomsnittlig årsnederbörd av 1146 mm. Under den varma årstiden (april till juni) ligger temperaturen vid 37 °C och under kyligare månader (november till mars) är temperaturen cirka 18 °C.
I parken hittas regnskog, lövfällande skog och områden som domineras av bambu. Här förekommer bland annat en trädlevande groda som har ett läte som påminner om hundens skällande. Dessutom observerade mer än 60 olika fågelarter samt olika större däggdjur som banteng, gaur och leopard.